# Pellionia brevifolia
Pellionia brevifolia är en nässelväxtart som beskrevs av George Bentham. Pellionia brevifolia ingår i släktet Pellionia och familjen nässelväxter. Inga underarter finns listade i Catalogue of Life.